# Darkly Noon
A Darkly Noon (eredeti cím: The Passion of Darkly Noon) 1995-ben bemutatott angol-német-belga filmthriller, melyet Philip Ridley írt és rendezett. A főbb szerepekben Brendan Fraser, Viggo Mortensen és Ashley Judd látható.

## Történet
|  | Alább a cselekmény részletei következnek! |

Darkly Noon (Fraser) szüleivel egy mélyen vallásos keresztény szektában éli az életét. Egy nap szüleit brutálisan meggyilkolják, a fiú pedig az erdőbe veti magát. A kimerült, legyengült Darklyra egy koporsókat szállító sofőr, Jude talál rá. Jude elviszi a fiút az erdőben lakó szerelmespár, Callie (Judd) és Clay (Mortensen) otthonába. Callie ápolja a fiút, akiben gyengéd érzéseket ébreszt a nő. Hazatér azonban Callie párja, a néma Clay. Darkly összezavarodik, miközben Clay anyja rosszindulatúan beszél Callie-ről, akit boszorkánynak tart és úgy véli, a nő megpróbálja tönkretenni az ő és a fia életét. Darkly elveszti a fejét és őrült rohamában Jude egyik koporsókészítő szerszámával felfegyverkezve betör a szerelmeskedő pár hálószobájába, készen arra, hogy megölje őket és törni-zúzni kezd. Csak Callie szerelmi vallomása tudja megállítani, ekkor azonban megérkezik Jude és egy puskával lelövi Darklyt.

## Szereplők
| Színész         | Szerep      | Magyar hang       |
| --------------- | ----------- | ----------------- |
| Brendan Fraser  | Darkly Noon | Kautzky Armand    |
| Ashley Judd     | Callie      | Zakariás Éva      |
| Viggo Mortensen | Clay        | Hegedűs Miklós    |
| Loren Dean      | Jude        | Karácsonyi Zoltán |
| Lou Myers       | Quincy      | Koncz István      |
| Grace Zabriskie | Roxy        | Andai Györgyi     |